# VTT cross-country féminin aux Jeux olympiques d'été de 2020
Navigation
Rio 2016 Paris 2024
Le VTT cross-country féminin, épreuve des Jeux olympiques d'été de 2020, a lieu le 27 juillet 2021. 

## Présentation

### Parcours
La compétition se déroule sous la forme d'un départ groupé. Le circuit VTT est tracé sur 4 km environ, avec des montées courtes et raides, des descentes abruptes et des sections rocheuses et il est considéré comme le tracé le plus difficile jamais emprunté pour une épreuve olympique. Le trajet à parcourir est composé d'une boucle de départ de 1,3 km et 5 tours du circuit de 3,85 km. Les coureurs avec des temps 80 % plus lents que le premier tour du leader sont éliminés,.

### Qualification
Un Comité National Olympique (CNO) peut qualifier un maximum de 3 cyclistes pour cette épreuve. Tous les quotas sont attribués au CNO, qui peut sélectionner les cyclistes qu'il souhaite. 
La qualification se fait principalement par le biais du classement des nations UCI, avec 30 des 38 places disponibles via cette voie. Les 2 meilleurs CNO ont obtenu 3 places de qualification. Les CNO classés de la 3e à la 7e places ont obtenu 2 places. Les CNO classés de la 8e à la 21e ont obtenu 1 quota. 
La deuxième voie vers la qualification était des tournois continentaux pour l'Afrique, les Amériques et l'Asie ; le meilleur CNO de chaque tournoi (qui n'avait pas encore obtenu de place de quota) reçoit une place. La troisième voie est les championnats du monde de VTT 2019. Les 2 meilleurs CNO (n'ayant pas encore de quota) dans la catégorie élite ont obtenu une place ; les 2 meilleurs CNO de la catégorie moins de 23 ans (sans quota, y compris via la catégorie élite) ont également obtenu une place. Le pays hôte s'est vu réserver une place.
La qualification étant terminée le 1er mars 2020, elle n'a pas été affectée par la pandémie de COVID-19.

### Favoris
La tenante du titre, la Suédoise Jenny Rissveds est présente, mais elle n'est pas considérée comme la grande favorite. Ce statut revient à la Française Loana Lecomte, invaincue sur ce format en 2021.
Les autres prétendantes sont la Française Pauline Ferrand-Prévot, la Hongroise Kata Blanka Vas, les Suissesses Jolanda Neff, Sina Frei et Linda Indergand, la Britannique Evie Richards, l'Autrichienne Laura Stigger, les Américaines Kate Courtney et Haley Batten, ainsi que l'Australienne Rebecca McConnell.

## Résultats
| Rang                                | #  | Cycliste               | Pays            | Temps           | Diff.         |
| ----------------------------------- | -- | ---------------------- | --------------- | --------------- | ------------- |
| Médaille d'or, Jeux olympiques      | 5  | Jolanda Neff           | Suisse          | 1 h 15 min 46 s |               |
| Médaille d'argent, Jeux olympiques  | 8  | Sina Frei              | Suisse          | 1 h 16 min 57 s | + 1 min 11 s  |
| Médaille de bronze, Jeux olympiques | 19 | Linda Indergand        | Suisse          | 1 h 17 min 5 s  | + 1 min 19 s  |
| 4                                   | 33 | Kata Blanka Vas        | Hongrie         | 1 h 17 min 55 s | + 2 min 9 s   |
| 5                                   | 4  | Anne Terpstra          | Pays-Bas        | 1 h 18 min 21 s | + 2 min 35 s  |
| 6                                   | 6  | Loana Lecomte          | France          | 1 h 18 min 43 s | + 2 min 57 s  |
| 7                                   | 14 | Evie Richards          | Grande-Bretagne | 1 h 19 min 9 s  | + 3 min 23 s  |
| 8                                   | 10 | Yana Belomoyna         | Ukraine         | 1 h 19 min 40 s | + 3 min 54 s  |
| 9                                   | 15 | Haley Batten           | États-Unis      | 1 h 20 min 13 s | + 4 min 27 s  |
| 10                                  | 2  | Pauline Ferrand-Prévot | France          | 1 h 20 min 18 s | + 4 min 32 s  |
| 11                                  | 12 | Anne Tauber            | Pays-Bas        | 1 h 20 min 18 s | + 4 min 32 s  |
| 12                                  | 30 | Malene Degn            | Danemark        | 1 h 20 min 34 s | + 4 min 48 s  |
| 13                                  | 27 | Caroline Bohé          | Danemark        | 1 h 20 min 57 s | + 5 min 11 s  |
| 14                                  | 1  | Jenny Rissveds         | Suède           | 1 h 21 min 28 s | + 5 min 42 s  |
| 15                                  | 7  | Kate Courtney          | États-Unis      | 1 h 22 min 19 s | + 6 min 33 s  |
| 16                                  | 17 | Daniela Campuzano      | Mexique         | 1 h 22 min 50 s | + 7 min 4 s   |
| 17                                  | 11 | Janika Lõiv            | Estonie         | 1 h 23 min 17 s | + 7 min 31 s  |
| 18                                  | 20 | Catharine Pendrel      | Canada          | 1 h 23 min 47 s | + 8 min 1 s   |
| 19                                  | 25 | Ronja Eibl             | Allemagne       | 1 h 23 min 59 s | + 8 min 13 s  |
| 20                                  | 21 | Maja Włoszczowska      | Pologne         | 1 h 24 min 25 s | + 8 min 39 s  |
| 21                                  | 23 | Tanja Žakelj           | Slovénie        | 1 h 24 min 38 s | + 8 min 52 s  |
| 22                                  | 22 | Jitka Čábelická        | Tchéquie        | 1 h 25 min 0 s  | + 9 min 14 s  |
| 23                                  | 31 | Sofía Gómez Villafañe  | Argentine       | 1 h 25 min 13 s | + 9 min 27 s  |
| 24                                  | 28 | Candice Lill           | Afrique du Sud  | 1 h 26 min 20 s | + 10 min 34 s |
| 25                                  | 9  | Eva Lechner            | Italie          | 1 h 26 min 26 s | + 10 min 40 s |
| 26                                  | 18 | Rocío del Alba García  | Espagne         | 1 h 26 min 32 s | + 10 min 46 s |
| 27                                  | 34 | Raquel Queirós         | Portugal        | 1 h 27 min 46 s | + 12 min 0 s  |
| 28                                  | 3  | Rebecca McConnell      | Australie       | 1 h 30 min 29 s | + 14 min 43 s |
| 29                                  | 29 | Haley Smith            | Canada          | à 1 tour        |               |
| 30                                  | 36 | Viktoria Kirsanova     | ROC             | à 1 tour        |               |
| 31                                  | 24 | Erin Huck              | États-Unis      | à 1 tour        |               |
| 32                                  | 26 | Elisabeth Brandau      | Allemagne       | à 1 tour        |               |
| 33                                  | 13 | Githa Michiels         | Belgique        | à 2 tours       |               |
| 34                                  | 38 | Yao Bianwa             | Chine           | à 2 tours       |               |
| 35                                  | 32 | Jaqueline Mourão       | Brésil          | à 2 tours       |               |
| 36                                  | 37 | Michelle Vorster       | Namibie         | à 3 tours       |               |
| 37                                  | 35 | Miho Imai              | Japon           | à 3 tours       |               |
| -                                   | 16 | Laura Stigger          | Autriche        | Abd             |               |